# Стефан Милев
Стефан Милев е български художник-фотограф и пикториалист, роден в София на 9 януари 1981 г.

## Вдъхновение
Творчеството на Стефан Милев се свързва с онзи преломен период на модерността, когато „раждането“ на фотографията и изследването на тази технология предизвиква художниците да търсят и разкриват нови възможности и начини за създаване на изображения. Завръщат се мотиви и изразни средства на сюрреализма, абстракционизма, експресионизма и натурализма, но и на ранната фотография и нямото кино. Въпреки видимото творческо въодушевление и препратките към модели на различни епохи в историята на изкуството, творбите на художника не са просто възстановки или имитации. Напротив, Стефан Милев успява да подеме естетиката и да я пренесе върху актуални визуални теми. При това използва начина на въздействие на изобразителния език, за да фокусира нивата на сънищата, гротеската и подсъзнанието. В резултат на това в творбите са вписани и темпорални нива, които свързват миналото с настоящето и със своя визионерски характер стимулират фантазии и видения.

## Техника
Стефан Милев работи с аналогови фотоапарати, като предпочита черно-белите изображения. Много от творбите си той проявява сам и този работен процес – от раждането на идеята за изображението през обработката до създаването на творбата – придава на фотографиите една автентичност, която директно привлича интереса на зрителя въпреки високата степен на стилизация и дистанцираност. Техниките за двойна експозиция, които създават впечатление за преливане на изображенията, се редуват с рязко контрастиращи и отчетливо ограничени части на изображението. „Рисуването” със светлина в изображението също подкрепя тази естетика и поражда изненадващи ефекти и често допълва снимките на Стефан Милев с аурата на мистичност. Изображенията излъчват изтънчена съблазън, която едновременно привлича, омайва, но и смущава зрителя. Сякаш той се вглежда в пространства и физически състояния, които наистина съществуват, но в опита за фокусиране се изплъзват от възприятието му.

## Творчество
В центъра на творбите е човешкото изображение. Стефан Милев работи интуитивно, с внимание, насочено към момента и специфичното. Фигурите, лицата и предметите се пресъздават във форми и получават предимно символично значение. Темата е индивидът в неговата обособеност, неговите чувства, мислене и битие в заобикалящия го света. Както в образността и естетизирането на мотивите, така и тук като основен мотив на модерността се явява човекът и неговото място в света, взаимоотношенията му с околната среда. При това акцентът се поставя върху вътрешния му свят, върху неговото битие, което намира израз в сюрреалистичните образи, фантастичната атмосфера и в едновременно нереалната, респективно свръхреална аура. Често във фокуса попада отделната фигура във връзка със заобикалящата я среда или фрагментът от нечие лице. Чрез описаните техники на размазване, фокусиране, абстракционизъм натурализъм обектът се приближава до зрителя и в същото време се отдалечава от осезаемото.

## Интерпретация
Чрез ограничаването и съпоставянето на повърхностите, чрез тяхното ясно очертаване или размиване се създават произведения, които понякога изглеждат почти абстрактни в своята композиция или напомнят на картини във формата на структурата на изображението и последователността на линиите. Така различни нива, пространства и фрагменти са поставени едно до друго, а лицата и формите са подчертани от контрасти. В този смисъл художникът разбира и картините си като художествена фотография, в която класическото разбиране за живописта е пренесено, доразвито и частично разчупено.
Художникът има интуитивно отношение към отговорностите и естетическото въздействие. В тяхната стилизация и в черно-бялата им естетика много от изображенията изглеждат далечни и се изплъзват от пряката осезаемост. На преден план излизат нивата на подсъзнанието и на съновиденията. Сякаш Стефан Милев прави видими процеси и обекти, които съществуват, но са скрити в подсъзнанието и така стават осезаеми.

## Изложби
- 2011: 9. Международен фестивал на модната фотография, Кан [1]
- 2011: Лайка Камера - Лайка Камера AG - COZY UP!, Берлин
- 2011: "Dig The New Breed" в галерия Rankin Annroy Gallery - Circovska Horse, Лондон[2]
- 2012: Митологии [3] / Mythologies - Rivington Design House, Ню Йорк
- 2012: Ретроспекция - 10. Международен фестивал на модната фотография, Кан
- 2012: 8x10s by Impossible в галерия NYC Project Space, Ню Йорк[4]
- 2012: Vulnerabsurdisme[5], Galerie Joyce, Париж
- 2013: 67 - 8x10 Полароиди, Door Studios, Париж
- 2013: Някога в София, галерия за фотография Фотосинтезис.[6] София
- 2014: Fotosommer - Fumes and Perfumes, Щутгарт
- 2015: Звуци на черното[7] изложба в Двореца на кронцпринцовете (Стара национална галерия) , Берлин
- 2015: Процес! Първи епизод: Амбротипия - Карол Кристиян Поел,  в галерия Samsa G. Tuchwaren[8], Мюнхен
- 2015: Флуоресцентен блус, Пале де Токио, Париж
- 2016: "Колкото невидимо, толкова и видимо", Пале де Токио, Париж
- 2016: Лъчи на чувствената поезия, Пале де Токио, Париж
- 2016: "Лице в лице", галерия Шверпункт, Щутгарт [9]
- 2017: Синьото запазва спомените живи, Пале де Токио, Париж
- 2017: Любовниците на вятъра, галерия Лидия Цанкова, Берлин
- 2018: Портрет на Сам Тхо Дуонг, Национален музей по етнология Лайден
- 2018: Превръщането на птиците - Der Vogel Transformation N.IX #SMPH, център за съвременно изкуство[10], Рим
- 2018: Арт панаир, Фото Лондон в Съмърсет Хаус, Лондон
- 2019: Дизайнът се слива с изкуството No.II - "Светлина в стаята", Дюселдорф
- 2022: "Am See" - Strike A Pose - фестивал на изкуството, "Край езерото" изложба К21 в Щандехаус К21, Дюселдорф
- 2022: Париж Фото международен фестивал за изкуство на фотографията, The Opéra, Париж

## Галерия
- Седемте смърти на Мария Калас, пресъздадени от Марина Абрамович "7 Deaths of Maria Callas" 2020г.
- Пиет Мондриан писмо до Х.П. Бремър 1914 г. Колаж 2013г.
- Автопортрет скициране с молив, Стефан Милев 2009г.

## Участие в международни проекти
Марина Абрамович - "7 Deaths of Maria Callas" - световна премиера на 01.09.2020 г. в Баварската държавна опера в Мюнхен. Оперни спектакли 2021 г. в Националната опера на Париж - Palais Garnier, 2022 г. в Teatro di San Carlo, Неапол, 2023 г. в Gran Teatre del Liceu, Барселона.